# Henri Fehr
Henri G. Fehr (Zurique, 2 de fevereiro de 1870 – Genebra, 2 de novembro de 1954) foi um matemático suíço. Foi professor de matemática da Universidade de Genebra.

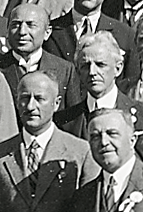
Esquerda para a direita, fundos: Julius Wolff, Raymond Clare Archibald, frente: Stefan Straszewicz, Henri Fehr, no Congresso Internacional de Matemáticos (ICM) em Zurique, 1932

Fehr estudou em Genebra, no Instituto Federal de Tecnologia de Zurique e em Paris, onde recebeu em 1892 seu licenciado como professor. Depois lecionou matemática em escolas superiores em Genebra, sendo de 1895 a 1900 docente privado na universidade, onde lecionou dentre outras aulas sobre geometria projetiva e geometria diferencial. Obteve um doutorado em 1899 na Universidade de Genebra, com uma tese sobre cálculo vetorial e análise vetorial de Hermann Grassmann (Application de la méthode vectorielle de Grassmann à la géométrie infinitésimale). Em 1900 tornou-se professor de Álgebra e Geometria Superior na Universidade de Genebra (Faculté des Sciences).
De 1905 a 1909 foi presidente da Schweizer Gesellschaft der Mathematiklehrer.
Foi palestrante convidado do Congresso Internacional de Matemáticos em Heidelberg (1904), Roma (1908), Cambridge (1912), Toronto (1924) e Zurique (1932).

## Obras
- Application de la méthode vectorielle de Grassman à la géométrie infinitésimale, Paris 1899, 2. Edição 1907 (Tese de Doutorado)
- com Théodore Flournoy Enquête sur on la methode de travail des mathématiciens, Genebra 1906
- Elementare Mathematik. Allgemeine Übersicht über die verschiedenen Gebiete nebst kurzen Notizen über die historische Entwicklung der Mathematik, Genebra 1902
- L'enseignement mathématique en Suisse, Rapport publié sous la direction de H. Fehr, Basileia e Genebra 1912
- Sur l'emploi de la multiplication extérieure en Algèbre, Nouvelles Annales de Mathématiques, 14, 1895, 74–79
- L'extension de la notion de nombre dans leur développement logique et historique, L'Enseignement mathématique, 4, 1902, 16–27
- Der Funktionsbegriff im mathematischen Unterricht der Mittelschule, L'Enseignement Mathématique, 7, 1905, 177–187